# Il commissario Wallander
Il commissario Wallander (Wallander) è una serie televisiva poliziesca inglese trasmessa dal 2008 e basata sui romanzi dello scrittore svedese Henning Mankell, aventi come protagonista l'ispettore Kurt Wallander. La prima stagione, composta da 3 episodi della durata di circa 90 minuti, è stata trasmessa in prima visione da BBC One dal 30 novembre al 14 dicembre 2008, mentre la seconda stagione dal gennaio 2010 e la terza nel 2012. La serie è interamente girata a Ystad, Svezia. La sigla, Nostalgia, è cantata da Emily Barker.
In Italia la prima stagione è stata trasmessa su Sky Cinema 1 dal 14 al 28 giugno 2009, e in chiaro su Rai 3 dall'8 al 22 agosto 2011.
La seconda stagione è stata invece trasmessa in chiaro da Rai 3 dal 29 agosto al 12 settembre. Entrambe le stagioni sono state replicate in chiaro da Rai Movie dal 17 dicembre al 22 dicembre 2012. Il 16 febbraio 2014 la serie completa è approdata su La Effe che ne ha trasmessa la terza stagione in 1ª TV esclusiva dal 30 marzo al 13 aprile 2014.

## Trama
Kurt Wallander è un ispettore della polizia svedese di Ystad, un esistenzialista alla continua ricerca di un senso per la vita e per ciò che fa ogni giorno, e per cui gli atti di violenza non sono mai normali. 
Il suo lavoro si intreccia costantemente con la sua vita privata, cosa che porta Wallander a continui rapporti difficili con chiunque lo circonda, compresi quelli familiari, in particolare con la figlia Linda.

## Episodi
| Stagione         | Episodi | Prima TV originale | Prima TV Italia |
| ---------------- | ------- | ------------------ | --------------- |
| Prima stagione   | 3       | 2008               | 2009            |
| Seconda stagione | 3       | 2010               | 2011            |
| Terza stagione   | 3       | 2012               | 2014            |
| Quarta stagione  | 3       | 2016               | 2016            |